# Fuentelmonge
Fuentelmonge – gmina w Hiszpanii, w prowincji Soria, w Kastylii i León, o powierzchni 42,24 km². W 2011 roku gmina liczyła 80 mieszkańców.